# 羅渦
羅渦國（或羅斛，Lavo）的歷史是在泰王國歷史上極其重要的一段。該城邦國大致建立在在昭披耶河下游，以今天的華富里為中心的地域。其歷史可回溯到三千五百多年前的冶煉青銅時代。
在她的許多年代中均深受印度文化的影響，後來她在被稱為陀羅缽地的年代開始登上歷史的舞台。自從該時代，羅渦為吉蔑人（高棉人）所統治，所以大量文化遺址都是高棉式的，一般將十五世紀稱作泰國歷史上的華富里時代，可見其重要意義。
最終大城王國建立，羅渦不再佔主導地位，直到那莱王（King Narai）登基。他建造新的宮殿並在此統率全國。
在納奈王後，羅渦城邦再度逐漸荒廢，直到十九世紀的孟固王（King Mongkut）才將她重新作為王城規建。
20世紀中葉，泰國首相鑾披汶·頌堪元帥（Phibul Songkhram）將華富里作為軍事要地，他對該城市作出的貢獻有很多保存至今。

## 古國地點、地域
根據泰國古史記載，羅渦城邦建立在泰國中部、一條名叫「朱布什空海」（Talae Chubshorn ）的河流上。該河流發源於「三育山」（Khao Sam Yod ）之麓，在流經該城邦之後匯入華富里河，隨後再流到今天信武里府境內匯入昭拍耶河（即湄南河）。

## 史前時期

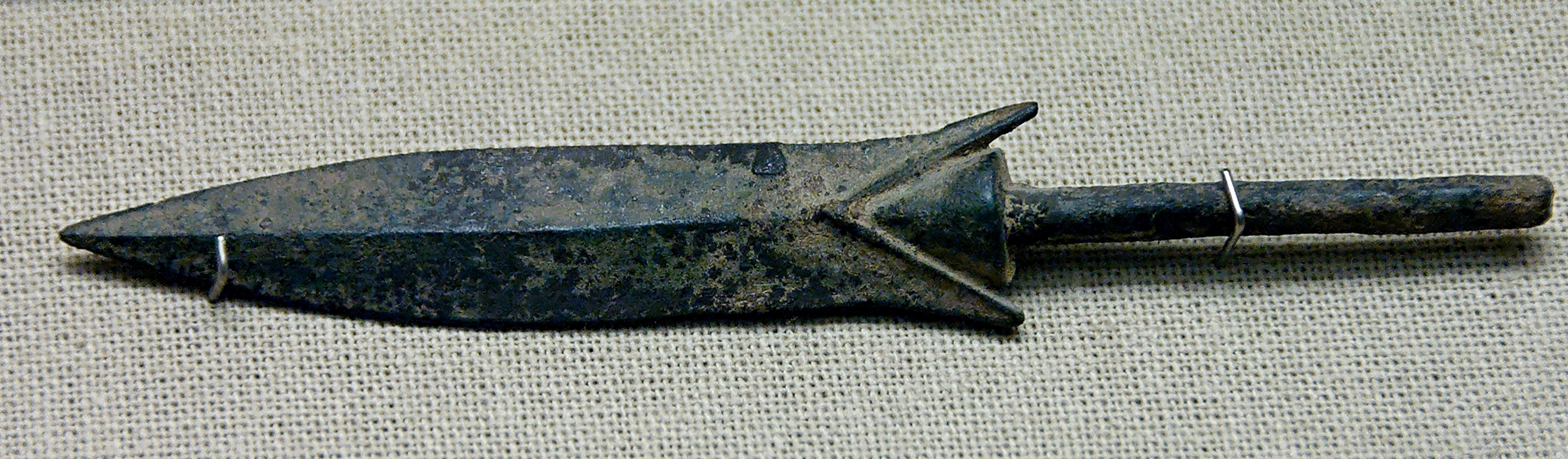
青銅製造的箭頭，前四世紀

該城位于昭拍耶盆地的中心，大量史學、考古學以及文化證據表明在三千五百至四千年前已經有人居住於此(主要居民是拉威族)。當時屬于青銅時代，古人留下大量的古文物、頭骨化石、以致都市廢墟，在今天的華富里府境內均有發現。 

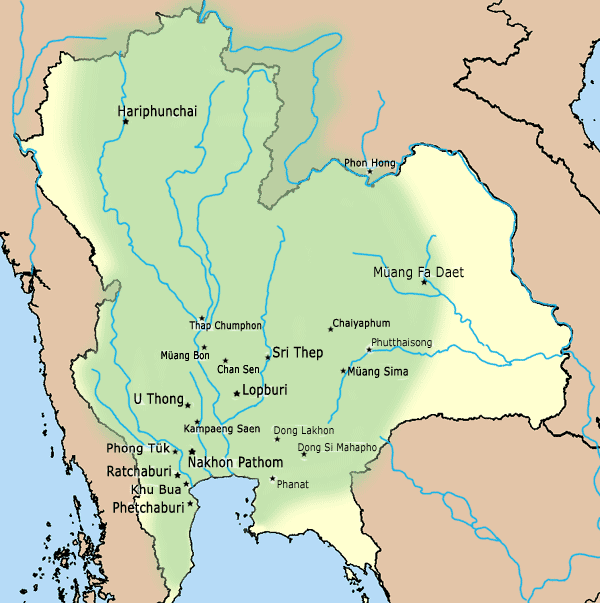
陀羅缽地轄境

根據泰國史籍的記載，來自泰北塔西拉（Taxila）的嘎嘎巴通王（King Kakabatr）於638年建立朱拉沙卡叻王國（Chulasakaraj），開創了新時代。這個時代在該地區至今仍享有極重要的意義。十年以後，他的兒子嘎拉華納第叻王（King Kalavarnadishraj）即建立華富里城。數年之後，他派出冉馬黛維（Jamadevi）至泰北把持駭黎朋猜王國的王位。 
這些王國都秉承來自印度的上座部佛教（Theravada Buddhism），並將她發揚光大。孟族對她於11－12世紀亦有所影響；第一個時期被稱為陀羅缽地時期，在該時期羅渦被以孟語稱著Saruka Lavo。即便有很多該時代的銘文是用孟語寫的，但卻不能就此斷定羅渦的統治者就是孟族。

## 中國文獻記載中的羅渦國

玄奘和尚像

該國最早在唐朝和尚玄奘所作的《大唐西域記》中被提及。羅渦在唐、宋時代均向中國納貢，所以在唐代記載中的「陀和羅」是指陀羅缽地國和羅渦國。這和玄奘的記載中的「墮羅缽底」名稱是相容的，雖然現在尚不清楚此名是指其中一國，或指這一地區。
亦有指為隋、唐時的赤土國，後分為羅斛、暹二國。 暹國土地貧瘠，不宜耕稼，羅斛地肥沃，種多獲，暹國糧食仰賴羅斛供給。人民煮海水取鹽，將秫米釀酒，出產氣味清遠的羅斛香，還出產蘇木、犀牛、象牙、黃蠟。
及至宋徽宗崇寧二年（1103年）年，泉州市舶司派遣劉著到羅斛招商，政和五年（1115年），羅斛派遣使來華貿易，後又在1155年向宋朝納貢，在宋史的記載中其國名變成了「羅壺」。
至元代，馬哥勃羅在他的游記中提到昭拍耶河（即湄南河）平原上的一個小國「羅迦（Locak）」也是指她。根據該書上記載，忽必烈曾考慮興兵去攻打她，但是最後因為路程太遠、大軍行進艱難而作罷。至元成宗元貞二年（1296年），元貞三年（1297年）夏，大德元年（1297年），三年（1299年）羅斛國多次來朝。後來，羅斛國力增強，併吞暹國，《明史》稱為暹羅斛國，後又簡稱為暹羅。

## 高棉時代（Khmer era）

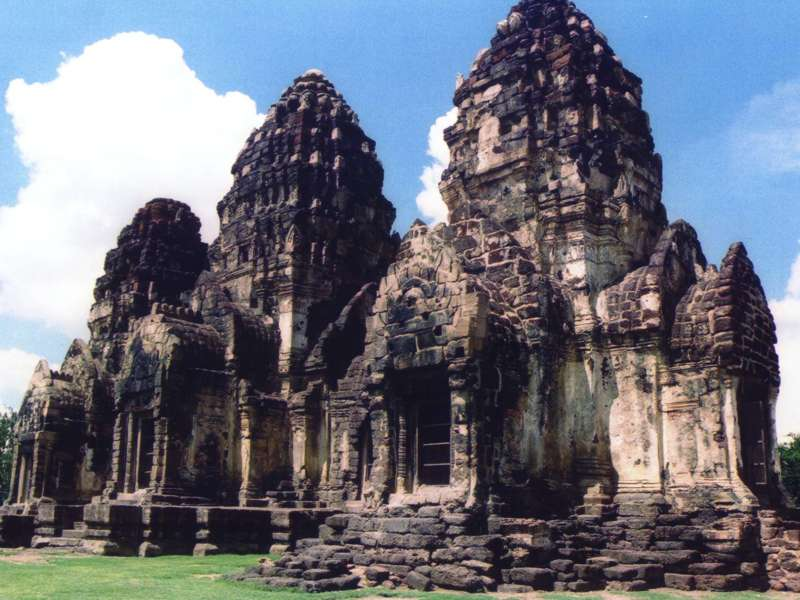
華富里的十世紀高棉式古廟

在十世紀羅渦臣服于高棉，這時她被以高棉語稱為：Lavodayapura，
由于大量來自南印度劍浮沙地區的工匠來到，她的地位迅速提昇。
請注意區別，雖然發音相似，但劍浮沙地區的人並非高棉人，更非今天的柬埔寨人。他們帶來了自己的文化影響和豐富了這裡的藝術和文化。
到15和16世紀，以岩石建造的新式建筑開始出現，在陀羅缽地的某些神司場所發現以磚石並不上泥漿建造的廢墟。
最早期的羅渦建築廢墟被發現於華富里，有許多是其基礎採取陀羅缽地式樣而上層採用高棉式樣的有混合風格建築。

## 大城時代（Ayudhya era）

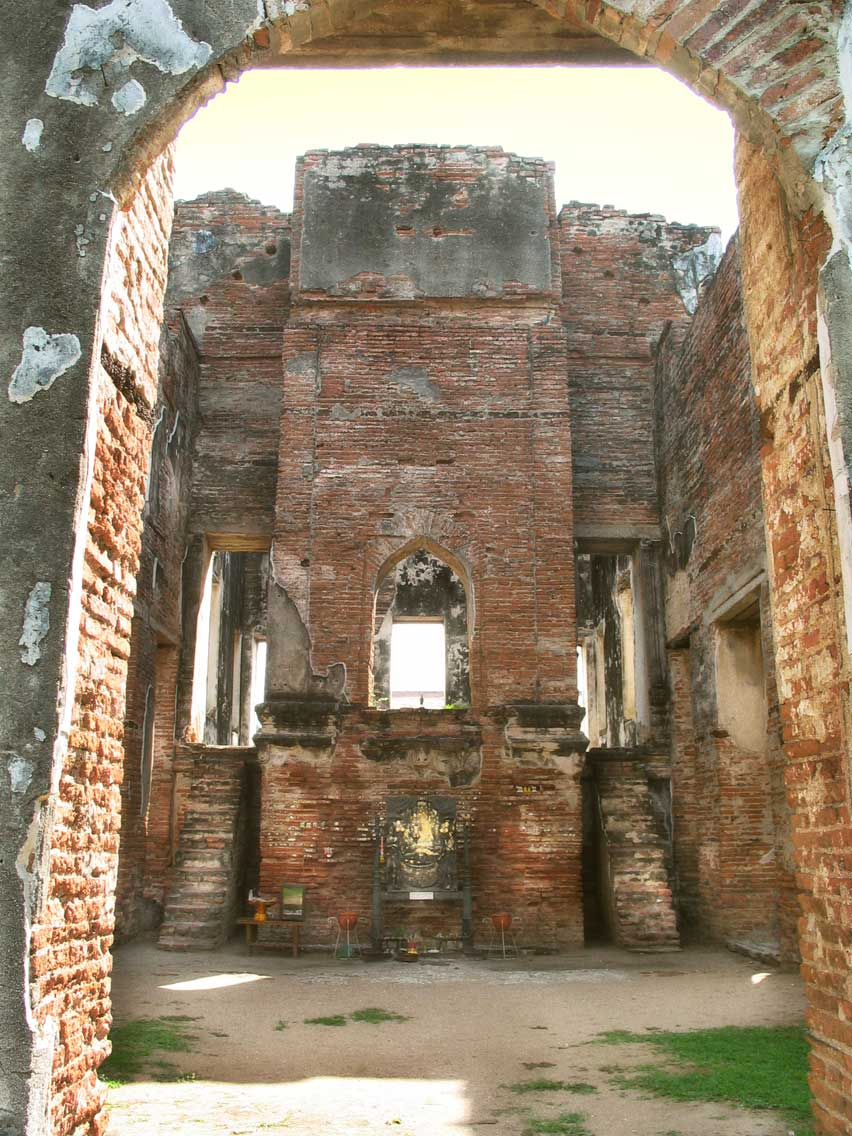
杜西沙萬廟堂

大城王國由拉瑪鐵菩提王（Ramathibodi I ）創建於1350年，不久他將羅渦併入素攀國（Subharnabhumi ）的版圖歸其治理，中國史籍對此事件曾有記載，並且第一次使用了「暹羅國」的字眼。
當時的羅渦是一個「子王城」，即由大城王子統治的地位重要的城市。有證據證實該城市持續繁榮了一段時間，但隨後她漸漸淪為一個被人所遺忘的邊陲小鎮。
17世紀中葉，第26任大城國王那莱王（King Narai ）看重該城市，1666年他命令在原來Ramesuan 王的王宮原地建造新宮，羅渦城自從以後作為「別都」直到那莱王駕崩。他每年在此居住長達八個月之久。

## 卻克里王朝時代（近代泰國）
在那萊王（King Narai ）之後，羅渦城邦逐漸荒廢，直到近代卻克里王朝（曼谷王朝）的拉瑪四世（西方人叫他：孟固王、拉玛四世 ）才將她重建為一個內地別都，並且他把城重新命名為「華富里」。
在1937年，當時的泰國首相鑾披汶·頌堪元帥（พิบูลสงคราม，Marshal Phibul Songkhram ）出於戰略需要，著手把華富里府建立為泰國軍隊的大後方基地。在這段時間城市被擴大與重新規劃，市中心被東遷四公里，新城的格局十分為人所稱道。在納奈王－瑪哈叻路今天依然可見當時留下的很多地標式建築，建築風格與舊城區弗同。 